# Arkochori
Arkochori (griechisch Αρκοχώρι (n. sg.) (Κοινότητα Αρκοχωρίου)) ist ein Dorf im Regionalbezirk Imathia (Περιφερειακή Ενότητα Ημαθίας) in Zentralmakedonien, Griechenland. Nach der Kallikratis-Reform gehört Arkochori zur Verwaltungseinheit der Gemeinde der Stadt Naoussa (Δημοτική Ενότητα Νάουσας του Δήμου Ηρωικής Πόλης Νάουσας).

## Lage und Ort
Arkochori liegt auf einer Höhe von 612 Metern über dem Meer an den Hängen des Vermio-Gebirges auf einer Anhöhe zwischen zwei Hügeln, auf deren Spitze jeweils eine Kirche steht, die Hauptkirche des Dorfes Agios Dimitrios auf der einen Seite und die Kirche Agios Athanasios auf der anderen Seite. Die Berghänge um Arkochori bestehen vorwiegend aus Kastanien- und Eichenwäldern. Der Ort ist ungefähr 7 km von Naoussa und 20 km von Veria entfernt. Arkochori selbst besteht aus traditionell gebauten, kleinen Häusern und gepflasterten Gassen. Die 1967 neu errichtete Kirche Agios Dimitrios ist durch ihre Lage weithin zu sehen.

## Geschichte
Der Ort hieß früher wegen der in der Umgebung lebenden Bären Arkoudochori (Bärendorf), 1934 wurde dieser Name in Arkochori verkürzt. Erstmals erwähnt wurde Arkochori 1646, als es zwischen zwei türkischen Offizieren zum Streit um den Besitz des Dorfes kam. 1822 beteiligten sich die Bewohner von Arkochori zusammen mit den Einwohnern Naoussas am griechischen Befreiungskampf gegen das Osmanische Reich. Da sie den osmanischen Truppen unterlagen, wurde ihr Dorf als Bestrafung niedergebrannt. Später bauten es die Bewohner wieder auf.
1912 kauften einige Familien aus Arkochori ihr Dorf und das umliegende Bergland dem türkischen Besitzer ab. Während der deutschen Besetzung und des Griechischen Bürgerkriegs versteckten sich immer wieder Partisanen im Waldgebiet um Arkochori. Bis in die 70er Jahre wurde in Arkochori eine Grundschule betrieben. In dem Gebäude ist heute ein kleines Volkskunde-Museum. Die meisten Familien zogen im Laufe der 70er Jahre von Arkochori ins nah gelegene Naoussa.
Die Dorfbewohner leben heute von der Land- und Holzwirtschaft sowie vom Tourismus.

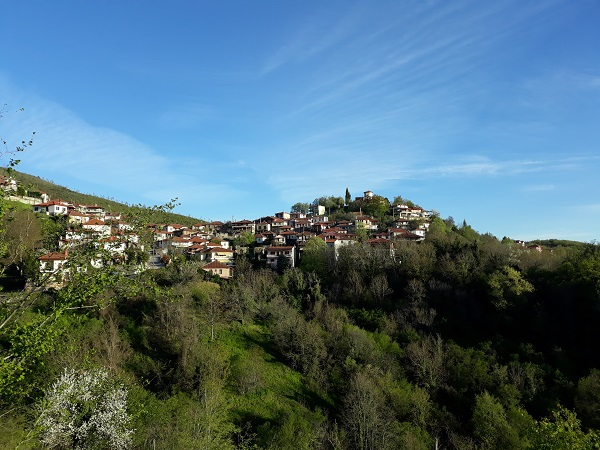
Arkochori von Süden
Arkochori von Nordwesten
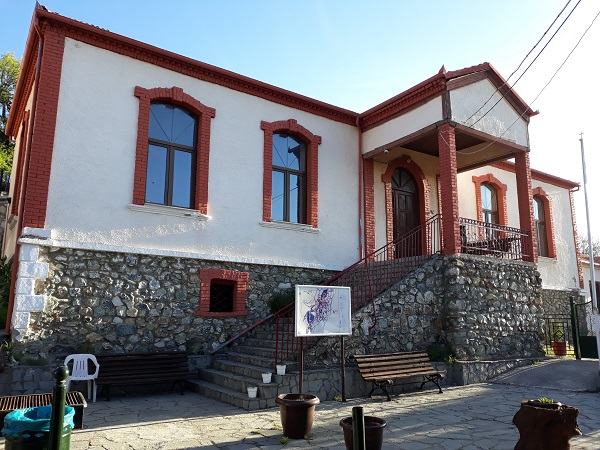
Altes Schulhaus
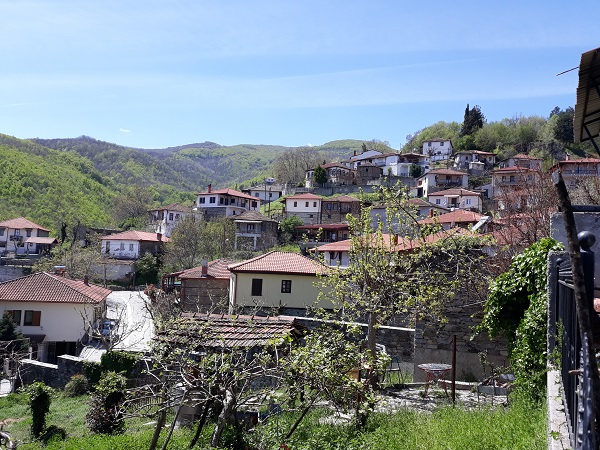
Häuser in Arkochori

## Bevölkerung
Der letzten Volkszählung 2021 zufolge haben 202 Menschen ihren Wohnsitz in Arkochori.